# Raión de Louji
El raión de Louji (ruso: Ло́ухский райо́н; carelio: Louhen piiri) es un distrito administrativo y municipal (raión) de la república rusa de Carelia. Se ubica en el norte de la república, limitando con la óblast de Múrmansk al norte y siendo fronterizo con Finlandia al oeste. Su capital es Louji.
En 2019, el raión tenía una población de 11 115 habitantes.
Se ubica en una zona lacustre, albergando su territorio lagos como el Topozero, Piaozero y Keret. Al noreste tiene salida al mar Blanco. En el oeste del raión se ubica el parque nacional Paanajärvi.

## Subdivisiones
Comprende los asentamientos de tipo urbano de Louji, Piaozersky y Chupa y los asentamientos rurales de Ambarnyi, Késtenga, Malínovaya Varakka y Plotina. Estas siete entidades locales suman un total de 30 localidades.